# Hernán Gumy
Hernán Gumy (* 5. März 1972 in Buenos Aires) ist ein ehemaliger argentinischer Tennisspieler.

## Leben
Gumy erreichte 1990 das Finale der internationalen Juniorenmeisterschaften von Venezuela und stand im Achtelfinale des Juniorenturniers von Wimbledon. Im darauf folgenden Jahr wurde er Tennisprofi und spielte zunächst auf unterklassigen Satellite-Turnieren. Ab 1992 spielte er vermehrt auf der ATP Challenger Tour, konnte jedoch erst im April 1994 mit der Finalteilnahme in São Paulo einen ersten nennenswerten Erfolg verbuchen. Im darauf folgenden Monat errang er in Budapest sowie in Bochum gleich zwei Einzeltitel von insgesamt sechs Karrieretiteln auf der ATP Challenger Tour. Den größten Erfolg auf der ATP World Tour feierte er 1996 mit dem Turniersieg in Santiago de Chile, als er im Finale den Lokalmatadoren Marcelo Ríos in zwei Sätzen bezwang. Seine höchste Notierung in der Tennis-Weltrangliste erreichte er 1996 mit Position 39 im Einzel sowie 1994 mit Position 232 im Doppel.
Sein bestes Einzelergebnis bei einem Grand-Slam-Turnier war das Erreichen der dritten Runde der Australian Open, der French Open und der US Open. Im Doppel konnte er sich nie für eines der Grand-Slam-Turniere qualifizieren.
Gumy spielte zwischen 1996 und 2000 14 Einzelpartien für die argentinische Davis-Cup-Mannschaft, wobei er zwei Mal in der ersten Runde der Weltgruppe antrat. Bei der Erstrundenbegegnung gegen Mexiko 1996 gewann er sein erstes Einzel knapp in fünf Sätzen gegen Leonardo Lavalle, gab aber seine zweite Einzelpartie ab. Mexiko gewann mit 3:2. 1998 unterlag Argentinien in der Slowakei erneut mit 3:2, auch hier gewann Gumy seine erste Partie gegen Karol Kučera und gab das zweite Einzel gegen Dominik Hrbatý ab. Seine Bilanz war mit 7:7 ausgeglichen. Bei den Panamerikanischen Spielen 1995 gewann er die Goldmedaille im Tenniseinzel, hierbei bezwang er im Finale Javier Frana. Bei den Olympischen Sommerspielen 1996 trat er im Einzel für Argentinien an. Er unterlag jedoch in seiner Erstrundenbegegnung dem Venezolaner Nicolás Pereira in zwei Sätzen.

## Erfolge
| Legende                       |
| ----------------------------- |
| Grand Slam                    |
| Tennis Masters Cup            |
| ATP Masters Series            |
| ATP International Series Gold |
| ATP International Series (1)  |

### Einzel
| Nr. | Datum | Turnier           | Belag | Finalgegner  | Ergebnis |
| --- | ----- | ----------------- | ----- | ------------ | -------- |
| 1.  | 1996  | Santiago de Chile | Sand  | Marcelo Ríos | 6:4, 7:5 |